# カリフォルニア万才
『カリフォルニア万才』（原題：Spinout、イギリスではCalifornia Holiday）は、1966年に公開されたアメリカ合衆国の映画。ノーマン・タウログが監督し、エルヴィス・プレスリーの22本目となる主演作である。

## キャスト
※括弧内は日本語吹替（テレビ版）
- マイク・マッコイ：エルヴィス・プレスリー（堀勝之祐）
- シンシア・フォックスヒュー：シェリー・フェブレー
- ダイアナ・セント・クレア：ダイアン・マクベイン
- スーザン：ドディー・マーシャル
- レス：デボラ・ウォーリー
- カーリー：ジャック・ムラニー
- トレイシー：ウィル・ハッチンズ
- フィリップ：ウォーレン・バーリンジャー
- ラリー：ジミー・ホーキンス
- ハワード：カール・ベッツ
- バーナード・ランリー：セシル・ケラウェイ
- バイオレット・ランリー：ウナ・マーケル
- ブロジェット：フレデリック・ワーロック